# Iwan Semenowicz Sapieha
Iwan Semenowicz Sapieha lub Jan Sapieha (podpisywał się Joannes) (ur. około 1431, zm. przed 4 grudnia 1517 w Mordach lub Dubnie) – od 1502 roku starosta brasławski, kanclerz królowej Heleny w latach 1502-1509, pierwszy wojewoda podlaski od 1513, wojewoda witebski od 1511, od 1504 roku najwyższy sekretarz Wielkiego Księstwa Litewskiego i marszałek hospodarski, protoplasta linii kodeńskiej. 
Był młodszym synem Semena.

## Życiorys
Pierwsza wzmianka o Iwanie pochodzi z roku 1486, jako beneficjenta myt w Smoleńsku. Zaczął karierę tak jak ojciec od stanowiska pisarza w kancelarii hospodarskiej. W 1488 roku otrzymał od króla Kazimierza Jagiellończyka 5 kop z karczm w Kamieńcu Litewskim i 5 kop z myta w Brześciu Litewskim. 
W 1491 posłował do Rzymu do papieża Aleksandra VI w celu zdania sprawozdania z realizacji postanowień Unii florenckiej w Wielkim Księstwie Litewskim. Tam przeszedł na katolicyzm, uzyskując od papieża przywilej na wybudowanie w swoich dobrach kościoła, w którym mogliby odprawiać nabożeństwa zarówno duchowni katoliccy, jak i uniccy.
W latach 1497–1499 trzykrotnie posłował do Moskwy, do teścia Wielkiego Księcia Litewskiego Aleksandra Jagiellończyka, Iwana III. Celem poselstw było m.in. skłonienie Iwana III do wojny z Hospodarstwem Mołdawskim (1497), z Turcją, zwrot Kijowa w zamian za uznanie przyjętego przez Iwana III tytułu „pana całej Rusi”, czy też zapewnienie go, że jego córka Helena bez przeszkód może wyznawać wiarę prawosławną.
Po koronacji Aleksandra Jagiellończyka w 1501 r. na króla Polski, został w latach 1502-1509 kanclerzem królowej Heleny. Do jego obowiązków należało m.in. czuwanie nad prawosławnym dworem Heleny i pilnowanie osób przybyłych z Moskwy.
Brał udział w wojnie z Moskwą w latach 1502–1503, podczas której została zniszczona duża część jego dóbr. W 1502 posłował do mistrza krajowego inflanckiej gałęzi zakonu krzyżackiego Waltera von Plettenberga w celu podjęcia wspólnych działań zbrojnych. W 1503 posłował do Moskwy z listami od królowej Heleny do ojca. Dzięki pośrednictwu królowej poselstwu udało się wynegocjować sześcioletni rozejm obowiązujący od 25 marca 1503. Od 1504 roku występuje w dokumentach jako sekretarz wielki lub pisarz Wielkiego Księstwa Litewskiego. Po śmierci władcy moskiewskiego Iwana III, w 1506 roku Iwan ponownie posłuje do jego następcy Wasyla III w celu potwierdzenia rozejmu, jednak strona moskiewska zrywa te układy.
Po objęciu tronu przez Zygmunta Starego w 1506 zachowuje swoje urzędy, dodatkowo obejmując funkcję sekretarza najwyższego hospodarskiego. Urząd ten sprawował do śmierci, po której został on skasowany. 
Pod koniec 1508 bierze udział w kolejnym poselstwie do Moskwy, tym razem m.in. w towarzystwie bratanka, Iwaszki. Poselstwo zawarło pokój na zasadzie status quo, korzystny dla Wasyla III.
W latach następnych coraz częściej przebywa w otoczeniu króla, biorąc udział w wyprawach na Mołdawię w 1509 i zabezpieczaniu granic przed Tatarami w 1510. W 1511 po ustanowieniu województwa witebskiego zostaje jego wojewodą. Brał udział w kampanii moskiewskiej 1514, a pod koniec tego roku otrzymał województwo podlaskie.
Umarł między 9 lutego a 4 grudnia 1517 w swoim dworze w Mordach. Pochowany został albo w Mordach albo w Boćkach, skąd jego ciało zostało przeniesione do Kodnia.
10 listopada 2011 roku, Gimnazjum w Kodniu, w Zespole Placówek Oświatowych w Kodniu, w jubileuszowym roku 500-lecia założenia miasta Kodnia, otrzymało sztandar oraz imię Jana Sapiehy.

## Posiadłości
Dużą część życia poświęcił rozwijaniu majętności, budując ją wszystkimi możliwymi środkami, m.in. przez nadania królewskie i hospodarskie, dziedziczenie, wymianę i kupno. Ostatnim co do powstania, ale największym majątkiem były dobra kodeńskie, częściowo zakupione, częściowo otrzymane od króla w 1511. Po uzyskaniu przywileju wybudowania w Kodniu miasta, dobra te stają się siedzibą całej nowej linii rodu Sapiehów. Inne posiadłości jakie nabył Jan Sapieha to Ikaźń z zamkiem, Druja, Poniemuń, a na Podlasiu od 1508 roku Boćki, od 1512 Dubno, gdzie wybudował murowany dwór, a w latach 1514-17 dzięki ożenkowi z Elżbieta Hlebowiczówną miasto Mordy gdzie spisał testament i prawdopodobnie zmarł.

## Rodzina
Jan Sapieha pozostawił z pierwszego małżeństwa z Anną trzech synów i trzy córki:
- Pawła, ożenionego wpierw z Oleną ks. Holszańską-Dubrowicką, a następnie z Aleksandrą (Oleną) Chodkiewicz, córką Aleksandra
- Michała, ożenionego z Jadwigą Zofią Hlebowicz, córką Jana
- Fryderyka (Fiodora), ożenionego z Anną Zabrzezińską II voto za księciem Stefanem Zbaraskim, wojewodą trockim, córką wojewody trockiego Jana i Zofii z Radziwiłłów
- Dobrochnę, żonę Jana Tęczyńskiego z Kraśnika
- Bohdanę Hannę, żonę Jana Piotrowicza Niemirowicza zwanego Janem Pieńko, starosty czerkaskiego i kaniowskiego, namiestnika witebskiego, prawnuka Jana Niemiry z Wsielubia[3]
- nieznaną bliżej Marynę.

Z druga żoną Elżbietą z Hlebowiczów, córką Stanisława (wojewody połockiego), nie miał dzieci.